# Quintette pour piano et cordes de Taneïev
Pour les articles homonymes, voir Quintette pour piano et cordes.
Le Quintette pour piano et cordes, op. 30 en sol mineur, est une œuvre de musique de chambre de Sergueï Taneïev composée en 1911.

## Contexte et création
Le Quintette pour piano de Taneïev a été écrit juste avant la Sonate pour violon, mais il s'agit en revanche d'une œuvre de très grande envergure. Le compositeur lui-même la crée lors d'une tournée en Allemagne en 1911, avec le Quatuor de Bohême, l'un des ensembles les plus renommés de l'époque, qui a toujours soutenu sa musique. Cette œuvre, ainsi que la Sonate pour violon et le Quatuor avec piano, est restée au répertoire d'artistes russes de l'ère soviétique tels que David Oïstrakh, Maria Youdina et le Quatuor Beethoven, qui les ont tous enregistrés.

## Structure
L'œuvre se compose de quatre mouvements :
1. Introduzione : Adagio mesto - Allegro patetico
2. Scherzo : Presto
3. Largo
4. Finale : Allegro vivace

## Analyse

### Introduzione: Adagio mesto - Allegro patetico
La longue introduction lente du premier mouvement préfigure déjà les motifs de sa section principale : la cellule descendante avec laquelle l'œuvre commence s'avère être le thème principal de l'Allegro patetico, dont le sujet secondaire entraînant est à son tour l'inversion de ce motif. Les quatre instruments à cordes jouent souvent sans le piano, ce qui permet d'accentuer les contrastes de tonalités. Les sections du premier mouvement sont clairement structurées : l'exposition se termine par une pause générale, tandis que la réexposition et la coda sont toutes deux spectaculairement annoncées par des notes de basse en forme de cloche du piano, qui est traité avec une grande virtuosité tout au long de l'œuvre.

### Scherzo: Presto
Les duolets et les triolets sont combinés dans le Scherzo pétillant, dont la section centrale chantante est ponctuée de triolets qui anticipent le retour de la section principale ; ces deux éléments seront juxtaposés dans la coda.

### Largo
Le Largo qui suit est construit comme une imposante passacaille baroque : la basse, une gamme descendante, déjà évoquée dans la coda du scherzo précédent, est répétée une quarantaine de fois par tous les instruments dans différentes combinaisons et sert de base à plusieurs épisodes de caractère très varié.

### Finale: Allegro vivace
Le finale, dont le sujet principal est plein d'entrain, reprend certains des thèmes antérieurs de l'œuvre. Dans la section finale, le thème secondaire grandiose du premier mouvement est repris et combiné au motif principal du finale, clôturant ainsi de manière écrasante l'ensemble de la composition de 45 minutes.